# Cyanea capillata
La medusa criniera di leone (Cyanea capillata) è una delle più grandi specie conosciute di meduse. È tipica delle acque fredde delle zone più settentrionali dei mari e degli oceani boreali, delle acque dell'Artico e del Pacifico e Atlantico, risultando abbondante anche nel Mare del Nord. È facilmente riconoscibile per il suo colore rosso, che va da tonalità tendenti all'arancione a tinte più scure, e per il gran numero di tentacoli, lunghi e filamentosi, che cadono dal suo grande ombrello. È altresì nota per le dimensioni straordinarie che è capace di raggiungere, e che ne fanno uno degli invertebrati  più grandi in assoluto.

## Tassonomia
L'esatta definizione tassonomica di C. capillata come specie non è universalmente accettata; alcuni suggeriscono infatti che nella specie vadano fatte confluire anche altre specie attualmente presenti nel genere Cyanea. I maggiori dibattiti riguardano la specie Cyanea lamarckii, (nota anche con il nome di "medusa blu") da alcuni considerata una sottospecie di capillata piuttosto che una specie a sé stante. Dubbi riguardano anche la varietà giapponese di questa medusa, da alcuni considerata una specie (Cyanea nozakii) e da altri una sottospecie (Cyanea capillata nozakii). Infine, nei mari dell'Australia e della Nuova Zelanda sono state recentemente avvistate meduse esteriormente simili, per forma e per colore, alla medusa criniera di leone. Tuttavia, se queste siano una varietà australe di questa specie, o una specie del tutto diversa, resta ancora da appurare.

## Descrizione
Sebbene testimonianze non confermate, risalenti al XIX secolo, parlino di esemplari artici dal diametro superiore ai due metri, le meduse che vivono nelle zone più meridionali del loro areale, e per questo maggiormente conosciute, hanno un'ombrella di dimensioni che raggiungono un massimo di 30-50 cm di diametro, e tentacoli che possono superare, nei casi estremi, i dieci metri di lunghezza.
La campana, o ombrello, è suddivisa in otto lobi, che diventano maggiormente evidenti negli esemplari più anziani e che danno loro, se guardate dall'alto, l'aspetto di una stella ad otto punte. Dal centro della campana si dipana una massa estremamente confusa di tentacoli aggrovigliati e di braccia, più corte e maggiormente carnose, di un vivo colore rosso acceso. Tale massa confusa sembra aumentare in dimensioni con l'età dell'animale; negli individui più anziani ha l'aspetto di una folta criniera leonina ingarbugliata, da cui il nome comune della specie. Dalle zone più esterne e dai bordi dell'ombrello partono invece dei tentacoli più fini, argentei, che possono allungarsi anche per molti metri dal corpo centrale. Questi tentacoli sono ricchi di nematocisti e pertanto fortemente urticanti; il loro tocco, sebbene nella maggior parte dei casi non abbia gravi conseguenze per gli esseri umani, è molto doloroso e causa bruciori ed arrossamenti nella zona colpita.

## Ecologia e comportamento

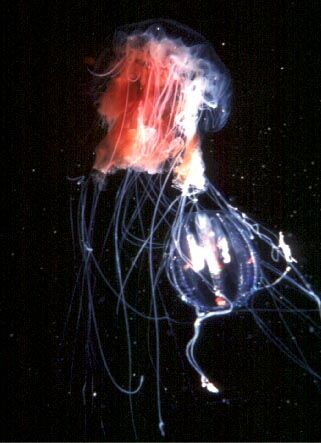
Una medusa criniera di leone (sinistra) cattura uno ctenoforo (Pleurobrachia pileus)

La specie, tipica delle acque fredde, non scende mai al di sotto del 42º parallelo di latitudine nord. Sono animali pelagici per la maggior parte delle loro vite, sebbene molti individui tendano a riunirsi in baie chiuse e riparate alla fine del loro primo anno di vita, formando dei gruppi anche piuttosto estesi. In mare aperto, queste meduse, con il loro esteso set di tentacoli urticanti, sono spesso circondate da piccoli pesci, come gli avannotti della Zaprora silenus, e crostacei refrattari al loro veleno, che le sfruttano così come dei rifugi sicuri dai predatori. Sono solite nuotare nella zona compresa tra la superficie e i 20 metri di profondità, nuotando lentamente, con battiti ritmici e distanziati dell'ombrello. Per effettuare grandi tragitti, si affidano alle correnti oceaniche. Queste meduse entrano in contatto con gli umani specialmente durante la tarda estate e l'inizio dell'autunno, allorché le correnti stesse iniziano a portarle più vicino alle coste.
La loro dieta include principalmente zooplancton, ctenofori ed altre meduse; in particolare, le meduse criniera di leone sono note per essere predatrici di Aurelia aurita. Sono a loro volta predate da diverse specie di uccelli marini, da grandi pesci e da tartarughe marine.

## Riferimenti nella cultura
Questa medusa, piuttosto diffusa nelle acque del nord dell'Inghilterra e soprattutto della Scozia, è comparsa come vera e propria antagonista del celebre detective Sherlock Holmes nel racconto La criniera del leone (The Adventure of the Lion's Mane, 1926), pubblicato nella raccolta Il taccuino di Sherlock Holmes di Sir Arthur Conan Doyle. In questa storia breve, oltretutto eccezionalmente narrata in prima persona dallo stesso Holmes (per una volta non accompagnato dal fido Watson), l'investigatore londinese tenta di far luce sulla misteriosa morte di un giovane insegnante, trovato morto su una spiaggia inglese, con la schiena ricoperta di un gran numero di bruciature e senza alcuna traccia di accessi alla spiaggia da parte dell'assassino. Dopo una dettagliata indagine che, secondo il suo tipico metodo dell'analisi deduttiva, lo porta ad escludere ogni possibile coinvolgimento umano, il detective intuisce (sulla base di un episodio analogo del quale aveva letto anni prima) che si possa trattare di questa medusa e, correndo alla spiaggia, riesce con altri ad individuare in mare e a uccidere con un lancio di pietre l'animale. Nella realtà, la puntura di C. capillata, benché dolorosa, non risulta fatale per gli esseri umani, a meno di predisposizioni o di reazioni allergiche, cosa che effettivamente poteva essere attribuita al personaggio del racconto il quale soffriva di cuore.